# 老活
老活（ろうかつ）とは人間が老後になってから行うことが好ましいとされる活動のこと、または素晴らしい老後が過ごせるための活動。これを行うことの目的は人間が老人となったときに快適で楽しい日々を過ごせるようになるということである。これは近年になってから多く使われだした言葉であり、老活を行うためのマニュアルが多く出回るようになっている。これの内容としては自身の健康をよい状態に保つための方法や、良い人間関係を構築するための心遣いや、介護が必要になった場合の老人ホームについてなどが存在する。近年では老人ホームの入居や社会情勢の変化などからも想定されているように、人間が老後を過ごすには多額の金銭が必要となっているわけであり、そのための財産管理も老活の一つというわけである。